# Giovanni Luca Cannata
Giovanni Luca Cannata (Siracusa, 17 maggio 1979) è un politico italiano.

## Biografia
Nasce a Siracusa, ma vive e cresce ad Avola, dove durante l'adolescenza è impegnato nello scautismo. Dopo il diploma di istituto tecnico per geometri si iscrive alla Facoltà di Economia presso l'Alma Mater Studiorum - Università di Bologna e nel 2003 si laurea in Economia Politica con 110/110. Nel 2005 consegue un master universitario di II livello in Innovazione e Management nelle Amministrazioni Pubbliche presso l'Università degli Studi di Catania.
Dal 2007 esercita la professione di dottore commercialista e di revisore contabile e dal 2007 al 2015 è stato direttore del Consorzio Universitario Archimede di Siracusa presso l'Università degli Studi di Catania.

## Vita privata
Sposato con Nicoletta, ha due figli. È fratello di Rossana Cannata, già deputata all'Assemblea Regionale Siciliana per Fratelli d'Italia e attualmente sindaco di Avola.

## Attività politica
Inizia la propria attività politica all'età di 17 anni come attivista di Forza Italia. Nel 2007 viene nominato consigliere nazionale dei Circoli del Buongoverno, gruppi locali a sostegno di Silvio Berlusconi promossi da Marcello Dell'Utri, e partecipa attivamente ai Circoli della Libertà.
Alle elezioni comunali del 2007 si candida alla carica di consigliere comunale di Avola per Forza Italia e viene eletto con il numero più alto di preferenze tra i consiglieri.; cinque anni dopo si presenta per la carica di sindaco, appoggiato da Grande Sud e da una lista civica, ottenendo il 18,03% al primo turno e approdando al ballottaggio contro Albino Di Giovanni (sostenuto dal centrosinistra e da Futuro e Libertà), dove ottiene il 52,55% contro il 47,45% dello sfidante e a 33 anni viene eletto sindaco.
Nel febbraio del 2014 viene eletto Vice Presidente vicario dell'ANCI Sicilia, nel 2017 è riconfermato al primo turno sindaco di Avola alla guida di una coalizione di centrodestra con il 68,84% dei voti.
Nel 2019 lascia Forza Italia e aderisce a Fratelli d'Italia, nelle cui liste è candidato alle elezioni europee del 2019 per la circoscrizione Italia insulare, ottenendo 20.036 preferenze e risultando il primo dei non eletti.
Alle elezioni comunali del 2022, avendo raggiunto il limite dei due mandati da sindaco, si ripresenta per il Consiglio Comunale di Avola per Fratelli d'Italia a sostegno della candidatura per la coalizione di centrodestra della sorella Rossana Cannata, venendo poi eletto presidente del Consiglio Comunale.

### L'elezione alla Camera
Alle elezioni politiche del 2022 viene eletto alla Camera dei Deputati nel collegio uninominale di Siracusa per la coalizione di centrodestra (in quota Fratelli d'Italia), ottenendo il 39,39% e sopravanzando Maria Concetta Di Pietro del Movimento 5 Stelle (33,43%) e Lucia Azzolina del centrosinistra (17,71%). Alle contemporanee elezioni regionali in Sicilia è stato altresì eletto deputato dell'ARS con 8053 preferenze sempre nelle file di Fratelli d'Italia, risultando il più votato in provincia di Siracusa. Si dimette da deputato dell'ARS il 17 gennaio 2023, optando per il seggio alla Camera.

## Opere
- La comunicazione nella Pubblica Amministrazione. Appunti di pianificazione strategica - Libreria Editrice Urso 2011 - su www.libreriauniversitaria.it - url consultato il 18 ottobre 2022